# Бомбардування Таллінна під час Другої світової війни

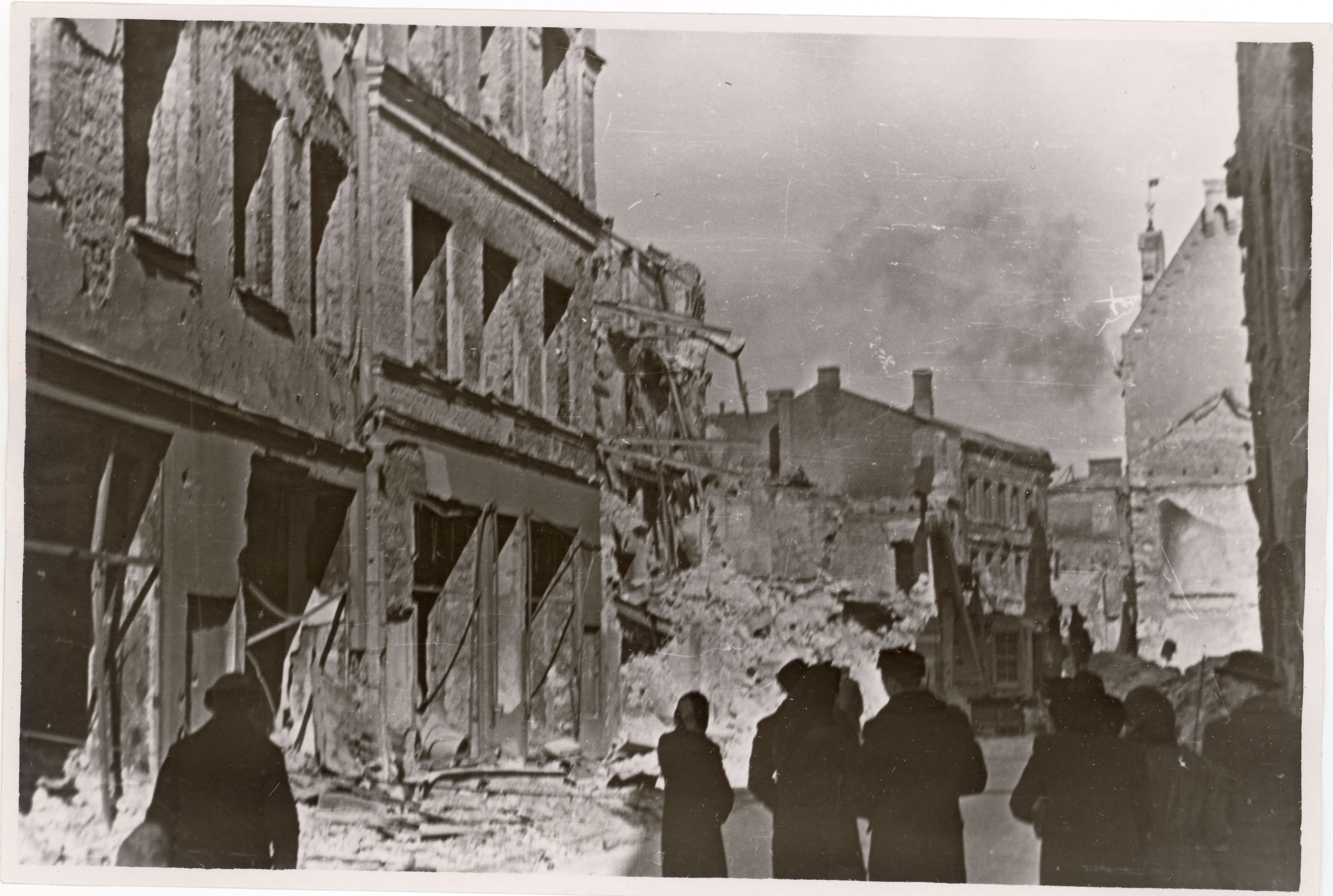
Старе місто Таллінна після бомбардувань радянськими ВПС.у березні 1944 року

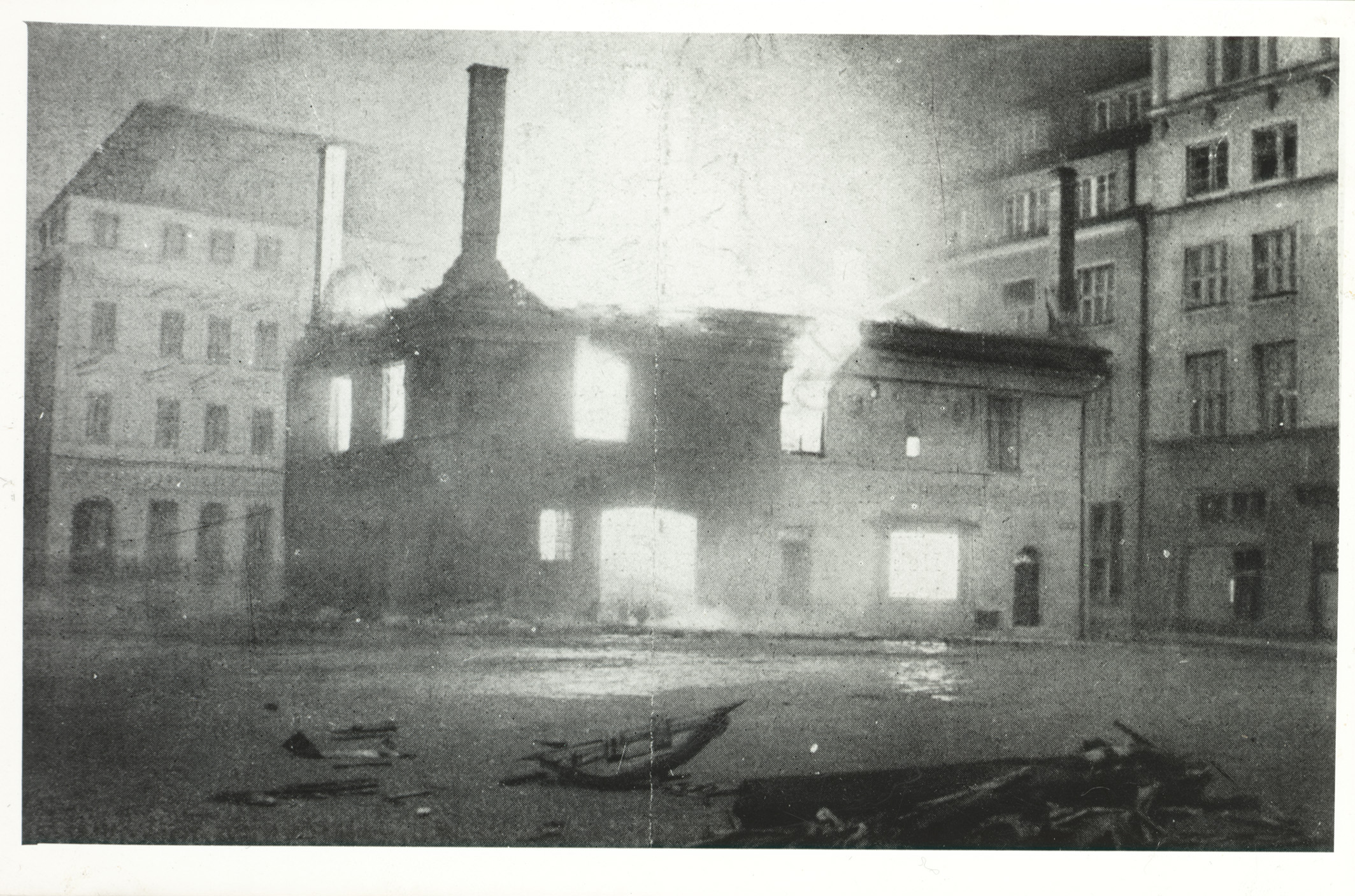
Палаюча важня, руїни якої були остаточно розібрані у 1946 році

Протягом Другої світової війни німецькі люфтваффе та радянська авіація далекої дії кілька разів бомбили столицю Естонії ― Таллінн. Перший такий випадок відбувся у червні 1941 року як частина операції «Барбаросса», у 1942–1943 рр. кількість бомбардувань збільшилася.
Наймасштабніші бомбардування відбулися 9 та 10 березня 1944 року у зв'язку із битвою за Нарву та відомі як Березневе бомбардування (ест. märtsipommitamine). У їх результаті за офіційними даними загинуло 757 осіб (586 цивільних, 50 військових та 121 військовополонений), 213 осіб зазнали важких, а 446 — легких поранень. Також було знищено 1549 та пошкоджено 3350 будівель, що разом склало майже 30% житлової поверхні міста. Сильних пошкоджень зазнали території навколо вулиці Гар'ю та театру «Естонія»; сама будівля театру, що була важливим символом естонської національної ідентичності, згоріла. Були спалені також церква Нігулісте, вагарня на Ратушній площі та низка інших архітектурних пам'яток; також була знищена історична будівля Талліннської синагоги по вулиці Маакрі.

## Рейди Люфтваффе у 1941 році
СРСР здобув контроль над Латвією, Литвою та Естонією у 1940 році шляхом захоплення військово-морських баз у Балтійському морі включно із Таллінном. Німецьке вторгнення швидко просувалося на схід до балтійських країн, де невдовзі почало руйнувати радянські морські бази. До серпня 1941 року найзахіднішою радянською військово-морською базою був Таллінн, що і перетворило його на головну ціль для німецьких військ.
Люфтваффе почало бомбардування Таллінна з перших днів війни у червні 1941 року. Їх інтенсивність посилилася у серпні через спроби радянського командування евакуювати населення міста, частини Балтійського флоту і 8-ї армії та промислові установи, необхідні для військового виробництва.
СРСР втратив контроль над Естонією влітку 1941 року, коли німецькі війська поступово почали окуповувати країну.

## Радянські бомбардування у 1942–1943 рр.
Таллінн також зазнав низки бомбардувань радянською авіацією протягом травня і вересня 1942 року. У 1943 році низку нальотів на Таллінн здійснили радянські ВПС у лютому, березні, травні, серпні та вересні.

## Радянські бомбардування у 1944 році

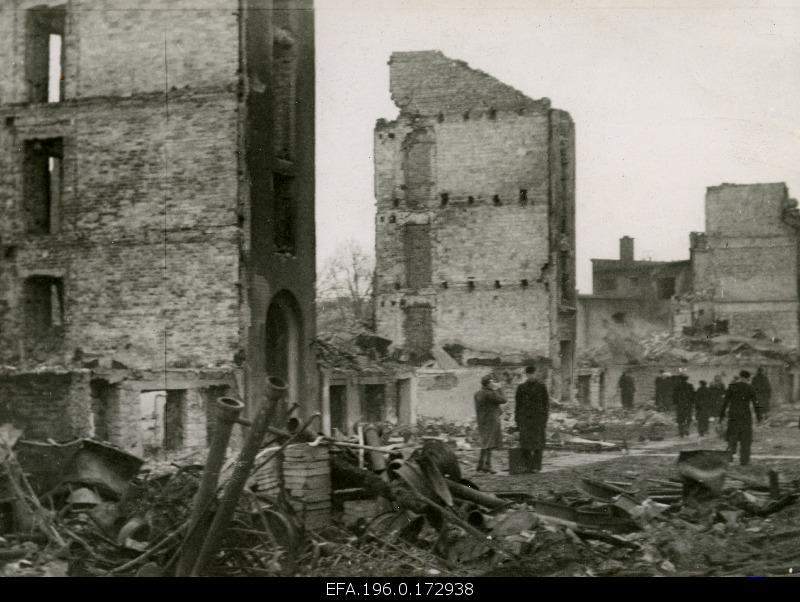
Вулиця Хар'ю після бомбардування 9 березня 1944 року

У лютому 1944 року Німеччина почала зберігати продукти, екіпірування та резервні підрозділи для фронту на території Естонії. Порт Таллінна став головним терміналом для перевезень німецьких вантажів, що постачалися на лінії фронту. Через посилення активності німців у Таллінні радянські ВПС почали планувати бомбардування міста із метою послабити противника.
Найпотужніша атака радянських ВПС була проведена 9 березня 1944 року. За тиждень до того мер Таллінна наказав його мешканцям міста покинути місто, проте евакуація була невдалою, адже масштаб атаки перевершив очікування цивільного населення та командування групи армій «Північ».
У ході першого нальоту, що несподівано почався о 19:15 і тривав до 21:15, 280 літаків скинули 3068 бомб, із яких 1725 фугасних та 1300 запалювальних, а також фосфорні бомби. Наступного разу бомбардувальники бомбили столицю о другій ранку ще півтори години. Пожежним командам вкрай не вистачало води, адже радянські саботажники підірвали міську насосну станцію перед нальотом. Велика частина дерев'яних передмість згоріла, також великих втрат зазнав центр міста; загалом майже 20% будівель Таллінна були вщент спалені. Військові збитки були невеликими — було зруйновано лише декілька військових об'єктів та складів постачання. Основною військовою втратою було спалення мільйону літрів пального у сховищі; із промислових об'єктів, важливих для війни, зруйнована була фанерна фабрика «Luther» та кабельна фабрика «Urania-Werke». Більшість бомб впали на житлові та громадські будівлі, серед яких були театр «Естонія», церква Нігулісте, міська синагога, чотири кінотеатри та Міські архіви Таллінна із зібраннями середньовічних документів.
Згідно із офіційними даними загинули 757 осіб, із яких 586 цивільних, 50 військових, а 121 — військовополонених; 213 осіб ззанали серйозних поранень, 446 — легких. Серед поранених були 65 військових та 75 військовополонених. Пізніше кількість жертв бомбардувань зросла до 800. Більше 20 тисяч осіб втратили оселі, у той час як військові об'єкти лишилися майже непошкодженими. Одразу після нальоту бомбардувальники ВПС Фінляндії вирушили услід за радянськими для нападу та бомбардування військово-повітряних баз біля Ленінграду. Під час нападу близько 25 радянських літаків були збиті у Таллінні, а ще десяти були знищені фінами тієї ж ночі.
Попри велику кількість загиблих цивільних та невеликі збитки для військових та стратегічних об'єктів джерела сперечаються по те, чи були радянські нальоти спочатку проведені для знищення морального духу місцевого цивільного населення, налаштованого проти повернення радянських окупаційних сил. Незалежно від намірів СРСР велика кількість загиблих із мирного населення значно підвищили ворожість естонського народу по відношенню до радянської армії. 27 лютого через радянський авіаналіт у подвір'ї школи у волості Луунья загинуло чотири дитини; дата їхнього похорону стала національним днем жалоби, також поет Генрік Віснапуу опублікував вірш «Новий Ірод» (ест. «Uus Herodes»).
Сам факт бомбардування та великих втрат серед цивільного населення у їх результаті були використані з метою пропаганди залучення естонців до вступу на службу до прогерманських формувань. На руїнах театру «Естонія» був вивішений лозунг: «Varemeist tõuseb kättemaks!» (з ест. «Помста повстане з руїн»), який згодом став заголовком газети 20-ї гренадерської (1-ї естонської) дивізії Ваффен-СС.
Останній наліт радянських ВПС на Таллінн відбувся у ніч на 22 вересня 1944 року; також у вересні СРСР вдруге окупував Естонію.

## Пам'ять
Останні руїни — уздовж вулиці Гар'ю у Старому місті — слугували меморіалом жертвам нальотів. У 2007 році вони були засипані, і після археологічних досліджень на їх місці було розбито парк.
У пам'ять про бомбардування Таллінна 9 березня 1944 року естонська рок-група HPMA створила пісню під назвою «Varemeist tõuseb kättemaks».